# Сіа
Сіа — давньоєгипетський бог розуму і мудрості. У Стародавньому Царстві, Сіа зображується праворуч від Ра і відповідає за перенесення священного папірусу, чий вміст втілює інтелектуальне досягнення. На стінах і стелях могил Долини Царів, Сіа подорожує в човні сонячного бога Ра. Він був представником сонячного бога в «Книгах Небес». Відомо переказ про те, що під час останнього дня, коли боги будуть битися в своєму човні в підземному царстві за сонце, Сіа зрадить їх і новий день не настане.